# Błahodariwka
Błahodariwka (ukr. Благодарівка, do 2016 Komsomolśke, ukr. Комсомольське) – osiedle na Ukrainie, w obwodzie mikołajowskim, w rejonie mikołajowskim, w hromadzie Neczajane. W 2001 liczyło 887 mieszkańców, wśród których 818 wskazało jako ojczysty język ukraiński, 59 rosyjski, 2 mołdawski, 2 rumuński, 1 białoruski, 1 ormiański, 1 gagauski, 1 polski, a 2 inny.